# Cudoniella queletii
Cudoniella queletii är en svampart som först beskrevs av Elias Fries, och fick sitt nu gällande namn av Pier Andrea Saccardo 1889. Cudoniella queletii ingår i släktet Cudoniella och familjen Helotiaceae.   Inga underarter finns listade i Catalogue of Life.
Arten är uppkallad efter den franske mykologen Lucien Quélet.